# Shush
Shush (en persa: شوش‎ también romanizado como Shūsh, Shoosh y por el nombre de la antigua ciudad vecina, Susa) es una ciudad y capital del Condado de Shush, provincia de Juzestán (Irán). Según el censo de 2016, su población era 77 148 habitantes. La ciudad está localizada al lado de la antigua Susa.

## Economía

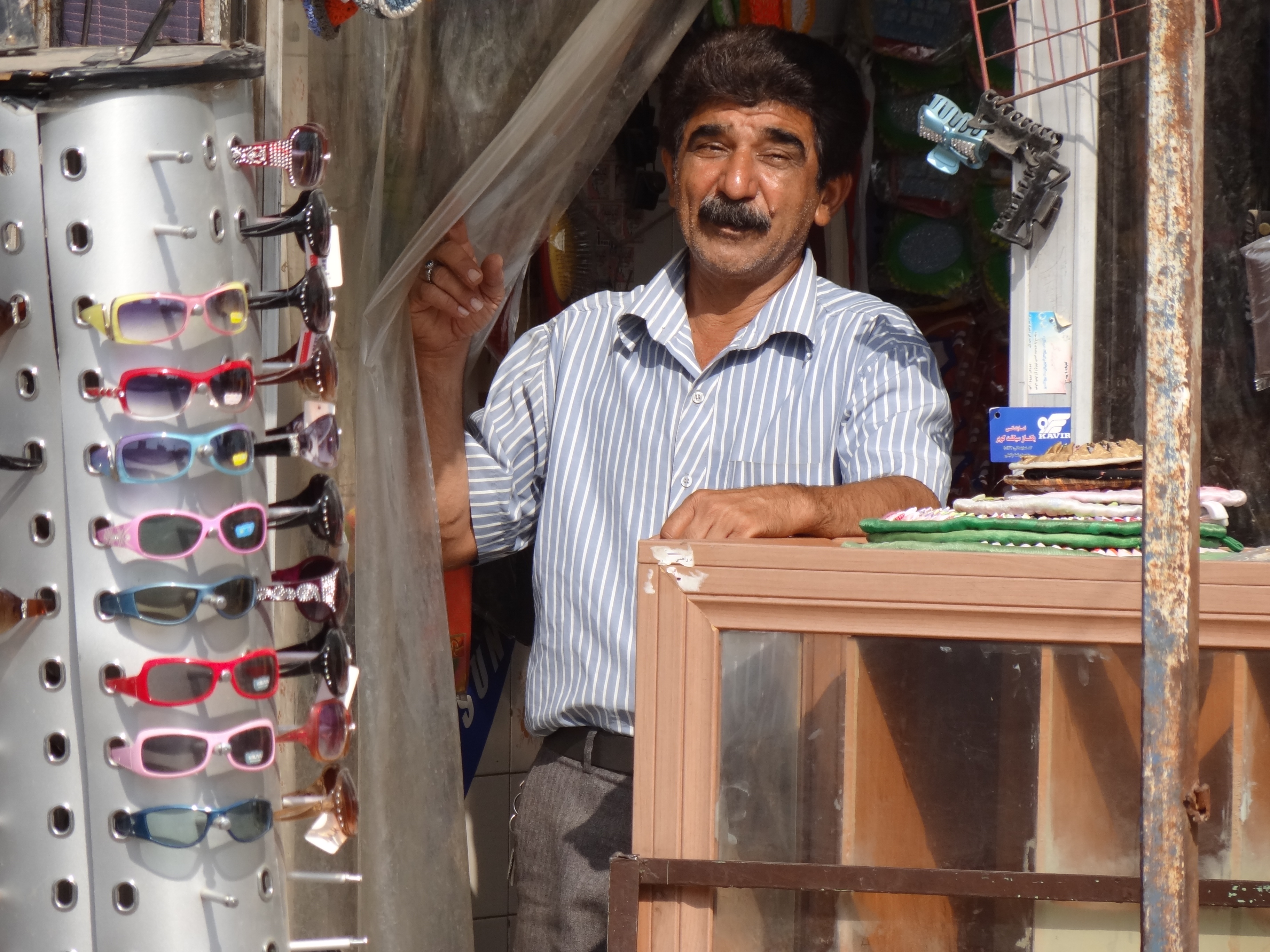
Mercado de Darwish, 2004

La vida económica de la ciudad de Shush comenzó con la construcción de la carretera Teherán-Khorramshahr y de la estación del Ferrocarril Trans-iraní.  Shush es una ciudad con 5,6 kilómetros cuadrados y está localizado a 115 kilómetros a noroeste de Ahwaz. 
Su importancia histórica también ayudó a atraer turistas y devotos que visitan el santuario del profeta Daniel.  Otro punto de devoción es la tumba del poeta Debel Khozaei.
En las proximidades de la ciudad fue construida la Represa de Diez, entre 1959 y 1963 durante el gobierno de Mohammad Reza Pahlavi, para transmitir electricidad. Esto llevó la región a contar con un sistema de riego moderno y el establecimiento de la agroindustria.
La administración, por otro lado, se expandió atrayendo gran parte de la mano de obra. Pero aún el sector de servicios y comercio es más prominente que otros sectores.
Los camellos son una de las atracciones menos conocidas de la ciudad. Shush tiene más de 3.000 camellos, los cuales principalmente se encuentran en el pueblo de Ankush en el área de Chenan Shush. Shush es una de las zonas más adecuadas en Irán para la cría de camellos.

## Tchogha Zanbil

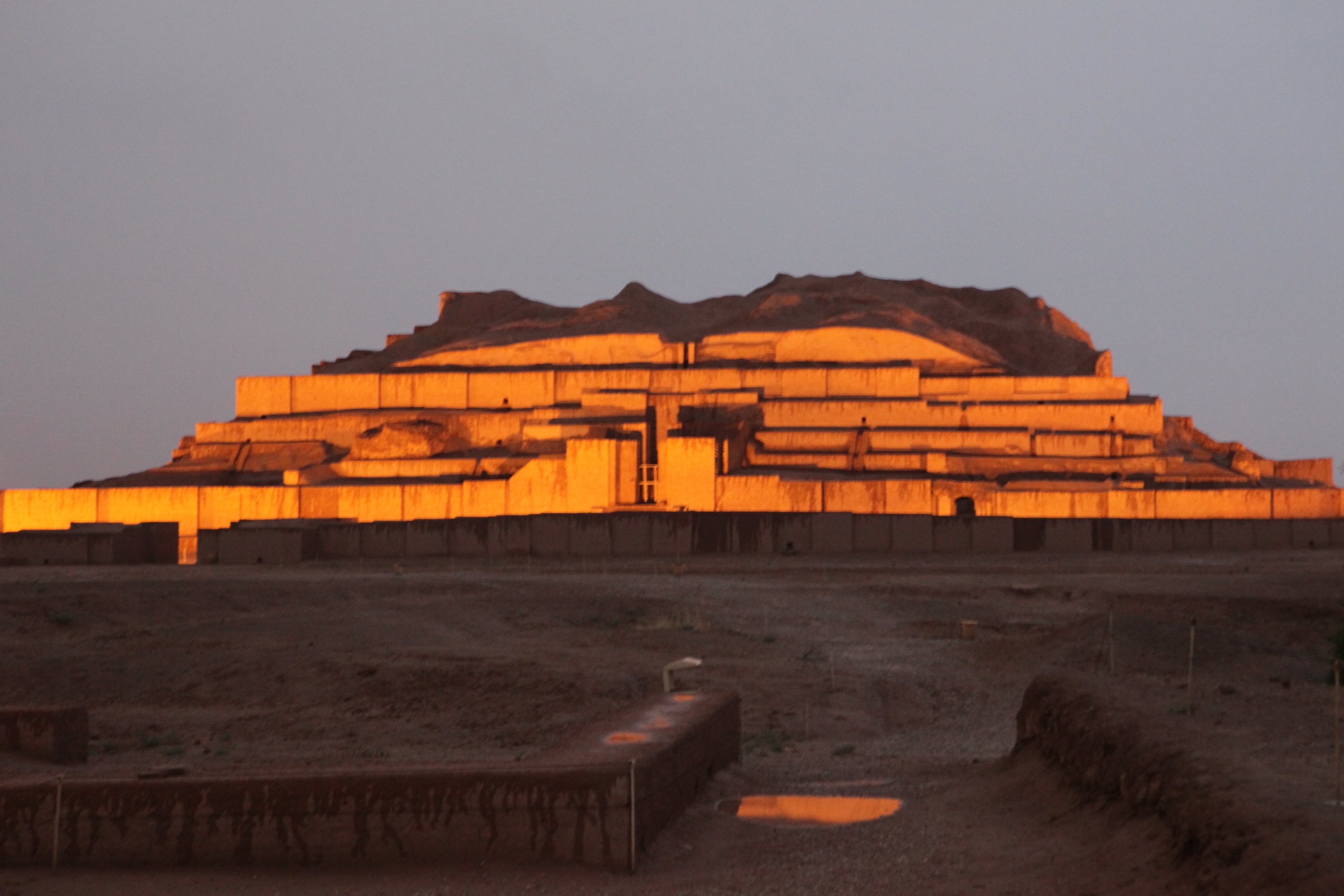
Zigurat de Tchogha Zanbil

El zigurat de Tchogha Zanbil es un antiguo templo construido en la época de Ilam (elamitas) alrededor de 1250 a. C. y está localizado próximo a la antigua ciudad de Susa. 
En 1979, esa estructura fue el primer monumento iraní a ser listado en la Lista de Patrimonio Mundial de la UNESCO. Los orientalistas consideran el Tchogha Zanbil como el primer edificio religioso en Irán. Este santuario fue construido por Montaz Gal, el gran rey de los elamitas, y fue erguido en homenaje al dios Inshushinak. 
La localización geográfica del Zigurat de Tchogha Zanbil queda 45 km al sur de Susa, próximo a la antigua área de Haftepheh. El acceso a este sitio es posible a partir de un desvío en la carretera que conecta Shush con Ahwaz.

## Temperatura
El clima es caliente y seco. En la ciudad, a lo largo del año las temperaturas varían entre los 43 del verano y los 16 del invierno. La temperatura más alta jamás registrada llegó a 52.57 °C en un mes de julio, y la más baja que fue de 1,98 °C en un mes de febrero.El clima de la ciudad está influido por la alta presión al encontrarse cerca del nivel del mar, lo que hace que las temperaturas del verano sean altas, sin estar cerca de una gran masa de agua para mitigarlo.

## Galería

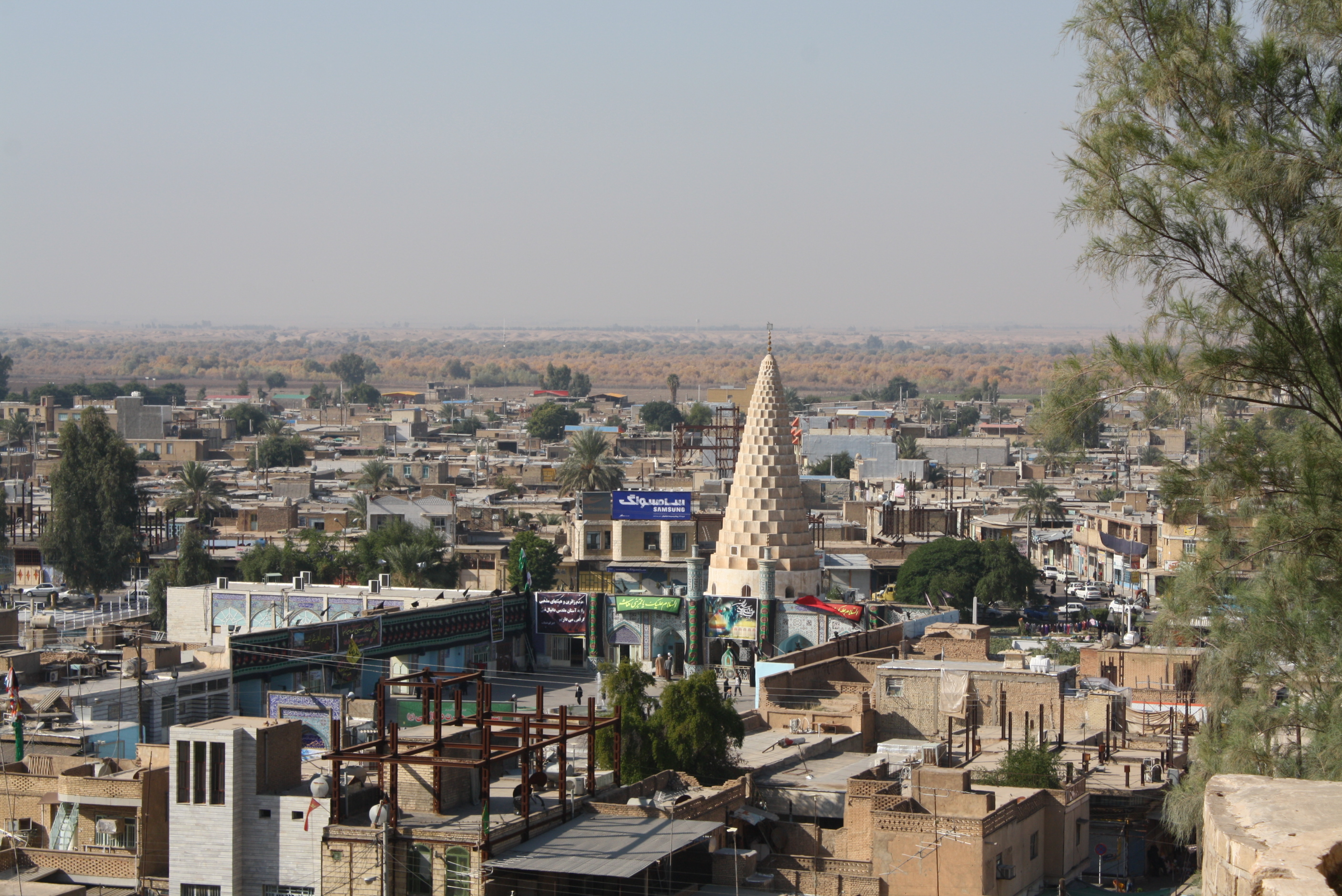
Vista panorámica de Shush
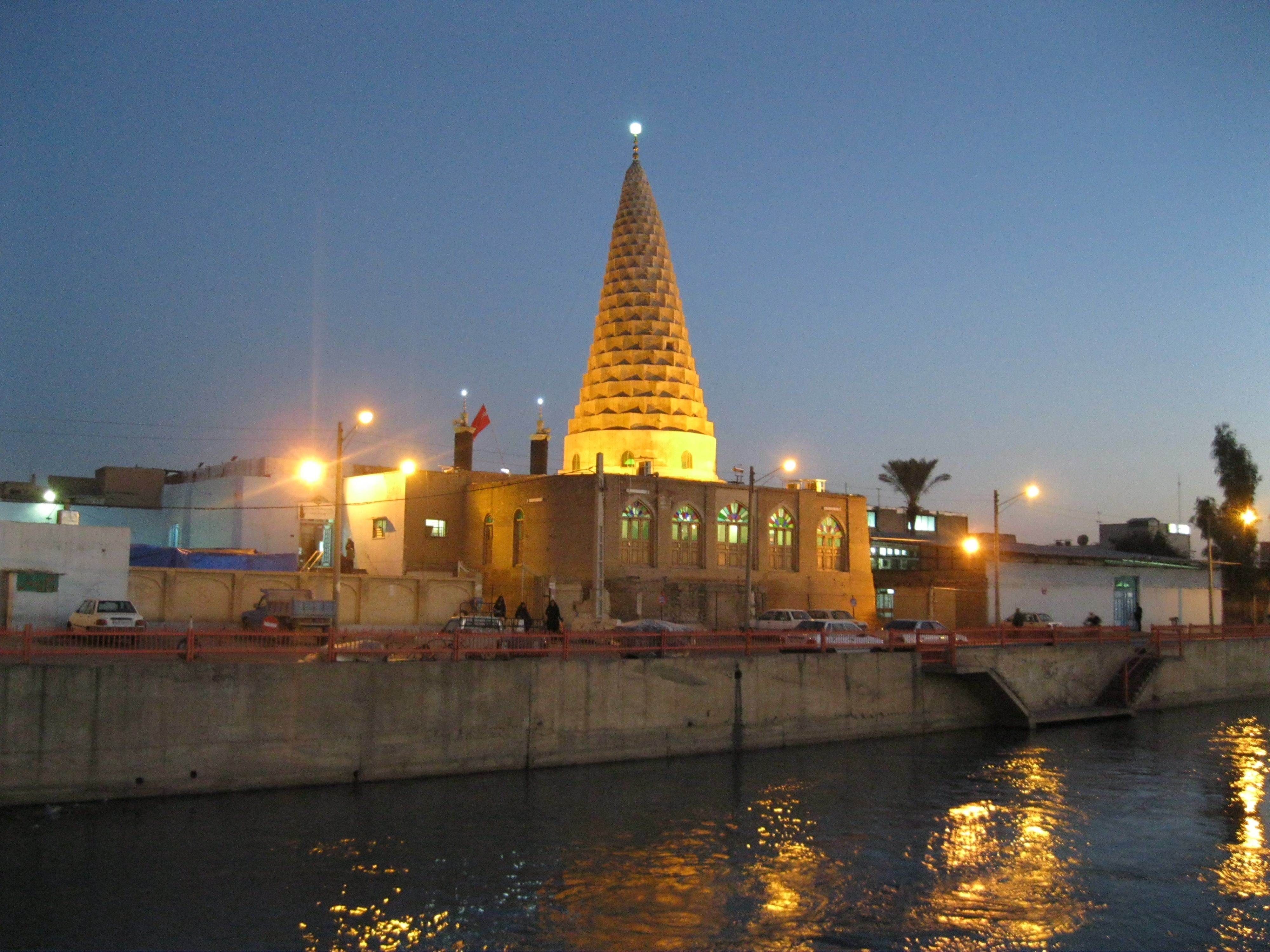
Tumba de Daniel en Susa
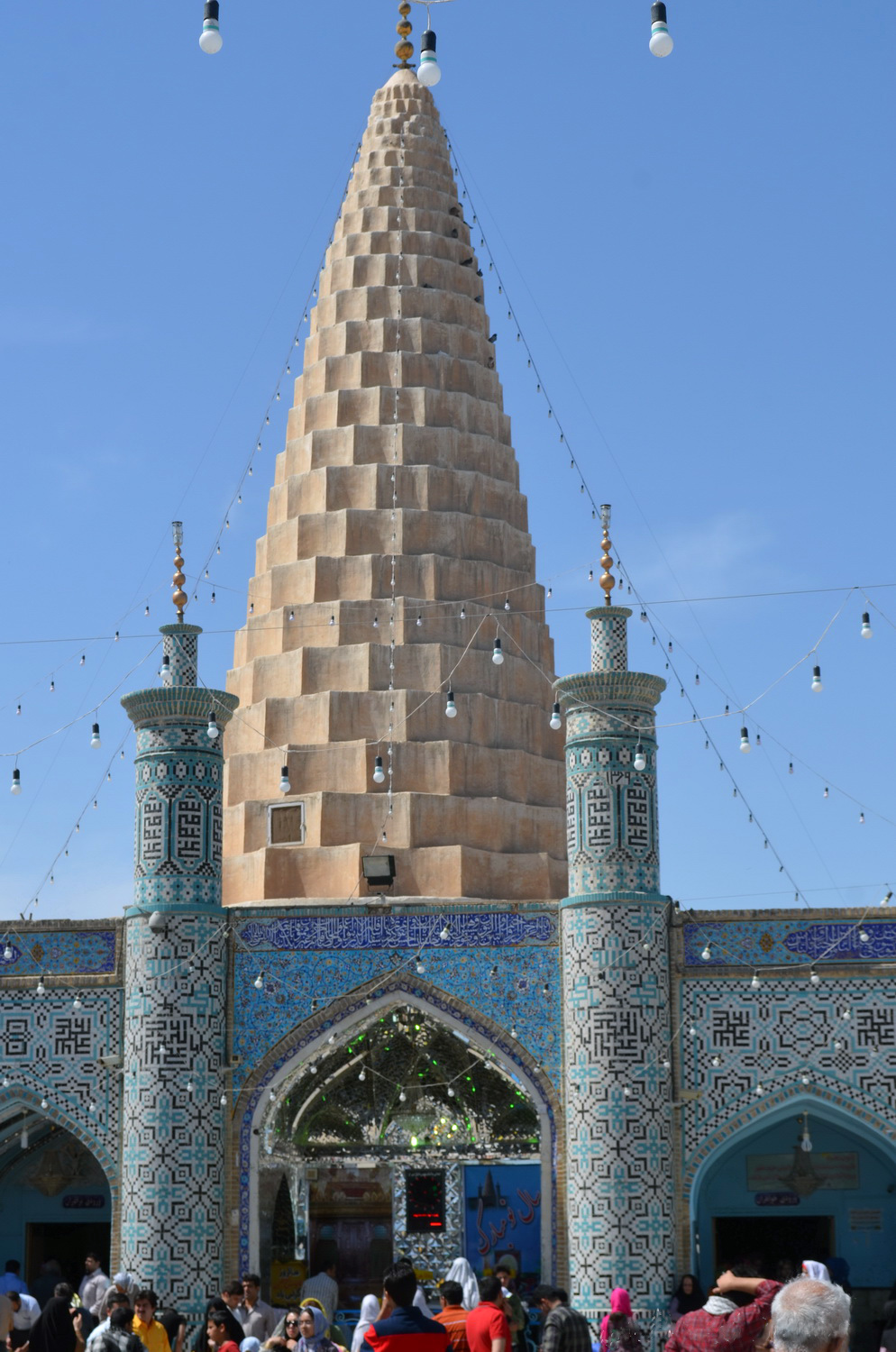
Entrada de la tumba de Daniel
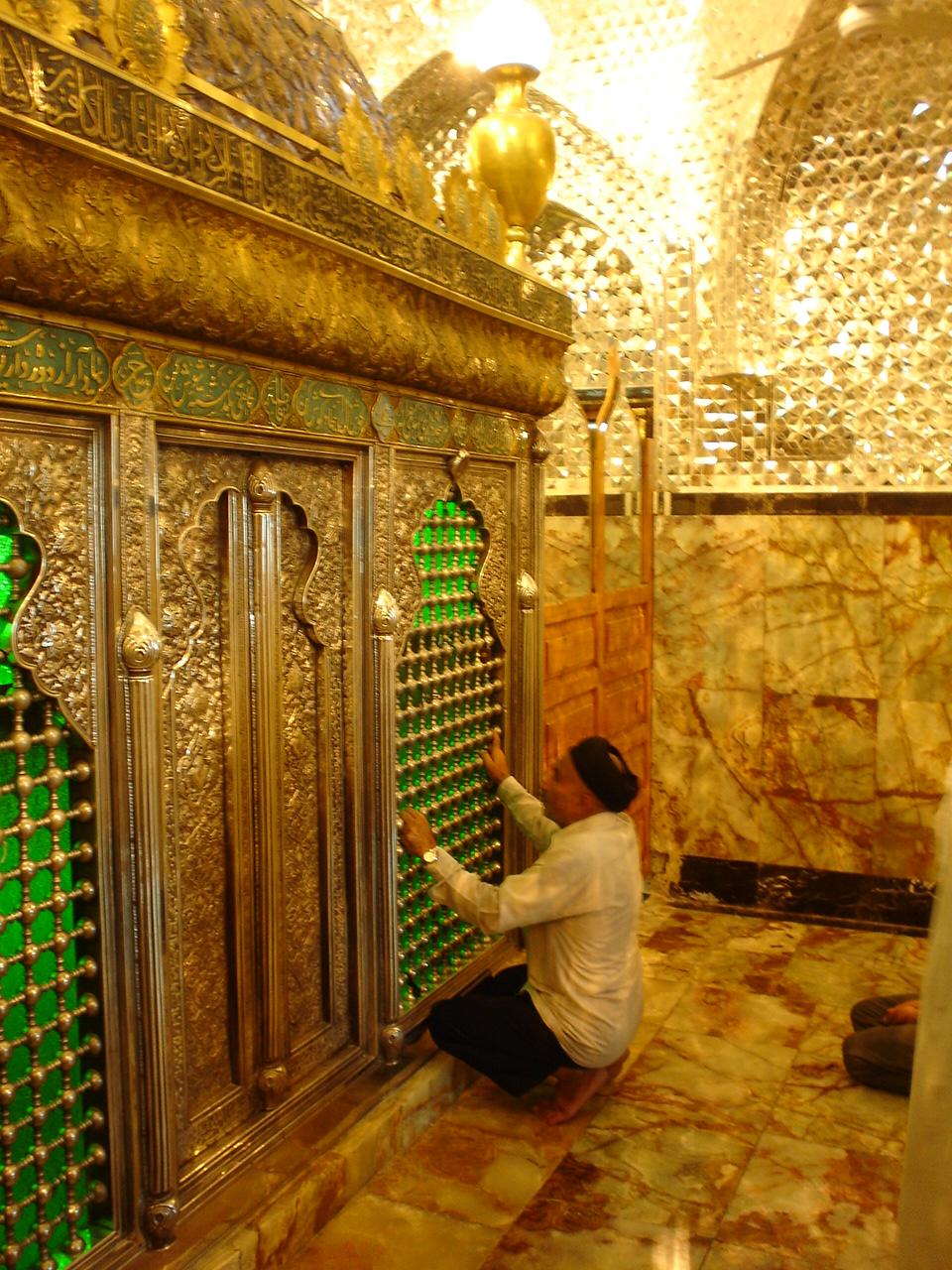
interior de la tumba de Daniel
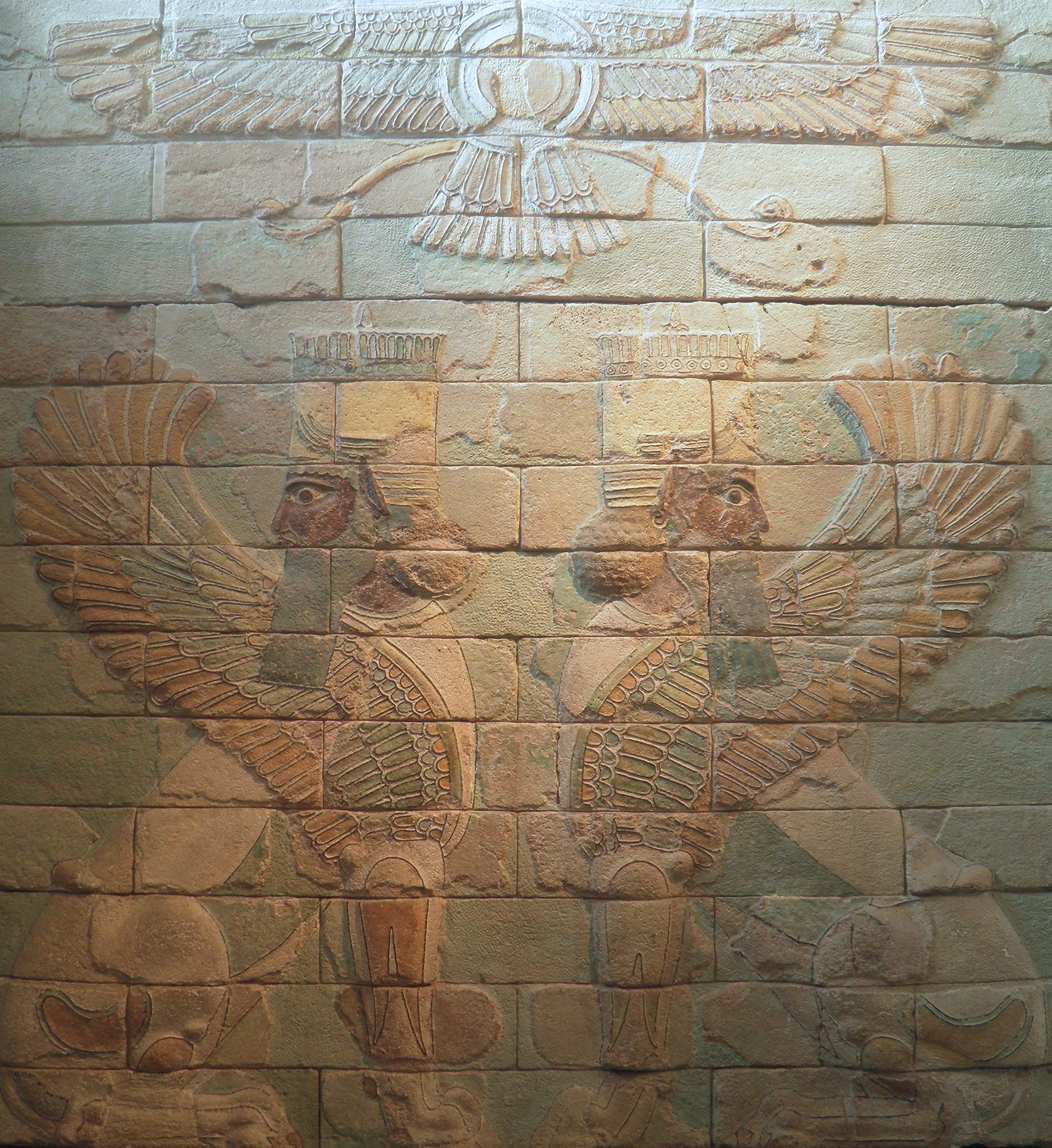
Panel decorativo con esfinges de Darío I, Museo del Louvre